# Лесная Рудня
Лесная Рудня (укр. Лісна Рудня) — село на Украине, основано в 1920 году, находится в Романовском районе Житомирской области.
Население по переписи 2001 года составляет 205 человек. Почтовый индекс — 13024. Телефонный код — 4146. Занимает площадь 0,057 км².

## Адрес местного совета
13023, Житомирская область, Романовский р-н, с.Ягодинка, ул.Центральная